# Kawamata
Kawamata (japanska: 川俣町?, Kawamata-machi) är en landskommun (köping) i Fukushima prefektur i Japan.  